# ノイエンドルフ (ウンターフランケン)

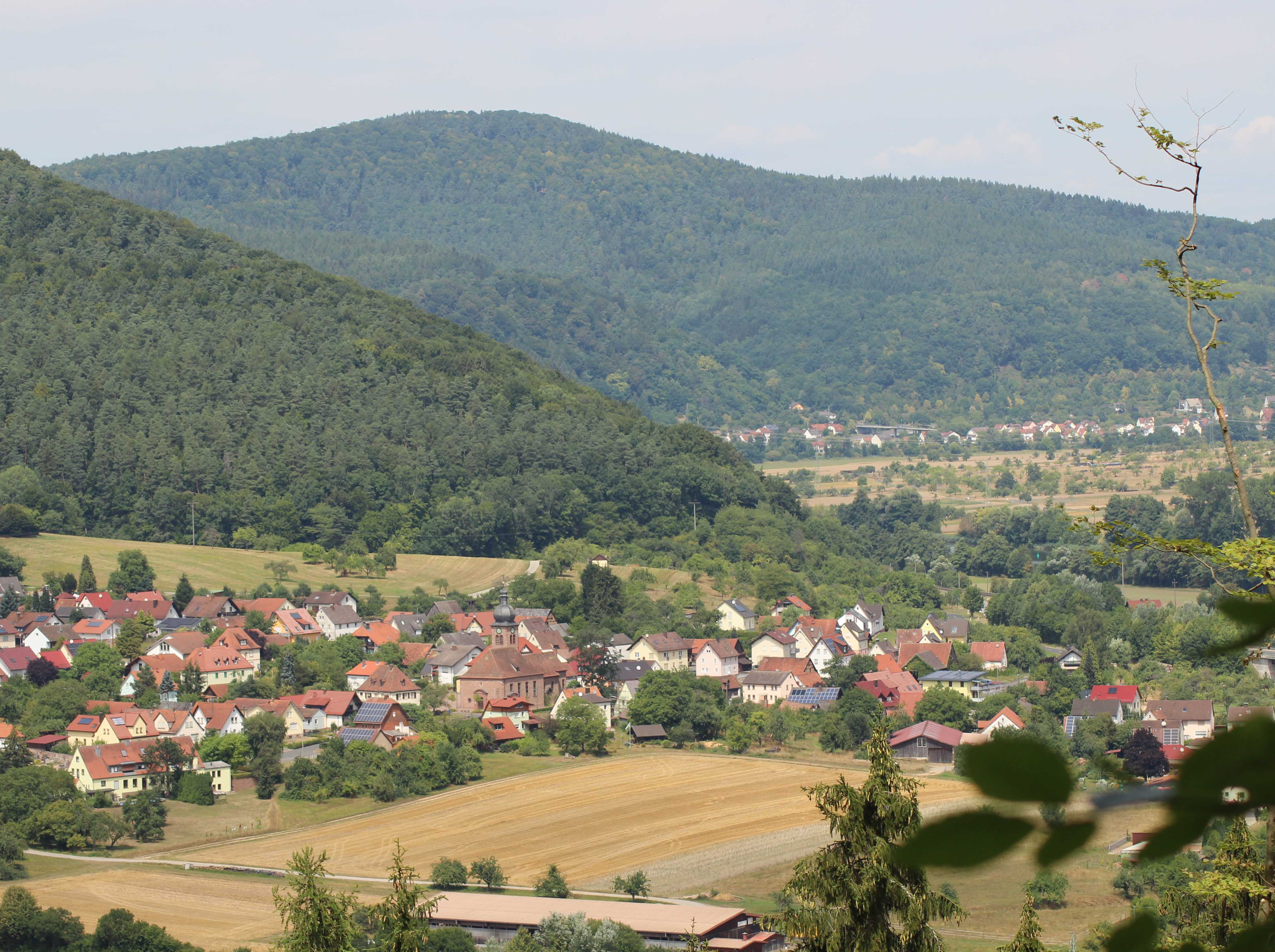
ノイエンドルフの外観

ノイエンドルフ (ドイツ語: Neuendorf) は、ドイツ連邦共和国バイエルン州ウンターフランケン行政管区のマイン＝シュペッサルト郡に属す町村（以下、本項では便宜上「町」と記述する）である。行政機関は同名の首邑に存在する。

## 地理

### 位置
ノイエンドルフは、フォアシュペッサルト山地のヴュルツブルク地域に位置しており、町の南側はマイン川が町境をなしている。この町は、ゲミュンデン・アム・マインとロール・アム・マインとの間にある。町内の最高地点は、プンプシュパイヒャー発電所の上部貯水池があるゾールヘーエ山頂の海抜 530 m、最低地点はマイン川河畔の海抜 152.4 m である。

### 自治体の構成
自治体としてのノイエンドルフは、2つのオルツタイル（行政上の地区）からなる。
- ナンテンバッハ
- ノイエンドルフ

両地区は、ゲマルクング・ノイエンドルフに位置している（ゲマルクングは、不動産管理上の地区区分）。

### 隣接する市町村
|  | ゲミュンデン・アム・マイン |  |
|  |                            |  |
|  | ロール・アム・マイン       |  |

- いずれもマイン＝シュペッサルト郡に属す。

## 地名

### 語源
ノイエンドルフという地名は、中高ドイツ語で「新しい」を意味する単語 niuwe と、dorf（村）からなる。ノイエンドルフという地名は「新しい村」に由来する。

### 古い表記
この町は、様々な古地図や史料に以下のような表記で記されている。
| - 1325年 Nuwendorf - 1344年 Nuewendorf - 1346年 Niwendorf | - 1593年 Nevendorf - 1594年 Neuendorff - 1625年 Neuendorf |

## 歴史

### 自治体成立まで
この集落に関する現存する最も古い文献記録は、1325年5月27日のものである。ナンテンバッハはこの町の古い方の部分である。
ノイエンドルフは、アムト・パルテンシュタインに属した。その領主は時代とともに入れ替わった。初めはリーネック伯、1277年頃からマインツ大司教とハーナウ伯の共同統治、1684年からマインツ大司教の単独統治となった。賦役は時によってアムト・パルテンシュタインおよびホーエンロートに対してなされた。住民の生業としては、ブンター統のやせた土地での農業が主であった。
1803年の帝国代表者会議主要決議でノイエンドルフは、マインツ大司教領の一部として、新設されたアシャッフェンブルク侯国に編入された。この侯国は1814年に（フランクフルト大公国の県として）バイエルン王国に併合された。バイエルンの行政改革に伴う1818年の自治体令により現在の自治体が形成された。

### 行政史
1862年にベツィルクスアムト・ロール・アム・マインが設置され、ノイエンドルフはその管轄下に置かれた。1939年にドイツ国全土で「ラントクライス」（郡）の名称が用いられることとなった。ノイエンドルフはロール・アム・マイン郡の26市町村の1つとなった。ロール・アム・マイン郡の廃止によってノイエンドルフは1972年7月1日に、新設されたミッテルマイン郡に編入された。この郡はその10か月後に「マイン＝シュペッサルト郡」と改名された。

## 住民

### 宗教
教会組織上、ノイエンドルフとナンテンバッハはかつてローマ＝カトリックのロール・アム・マイン教区に属し、その後ランゲンプロツェルテン教区に属した。1717年にノイエンドルフに小さな支教会が建設され、1928/29年に現在の規模に拡張された。守護聖人は聖ゼバスティアンである。この教区には、70年前から独自の司祭がいる。2011年5月9日現在、人口に対してカトリック信者の占める割合は約 80 % である。

### 人口推移
1988年から2018年までの間にこの町の人口は、871人から830人に、41人、約 4.7 % 減少した。
- 1961年: 685 人
- 1970年: 754 人
- 1987年: 868 人
- 1991年: 875 人
- 1995年: 913 人
- 2000年: 972 人
- 2005年: 949 人
- 2010年: 834 人
- 2015年: 830 人

## 行政
この町はロール・アム・マイン行政共同体に加盟している。

### 議会
ノイエンドルフの町議会は8議席からなる。

### 首長
町長は、2008年5月1日からカールハインツ・アルベルト (Freie Wähler Dorfgemeinschaft Neuendorf) が務めている。彼は2020年3月15日の町長選挙で 91.01 % の支持票を獲得して、さらに6年の任期を得た。彼の前任者はコンラート・ラウフ (CSU/Unabhängige Bürger) であった。

### 紋章
この町は1981年から独自の紋章を使用している。

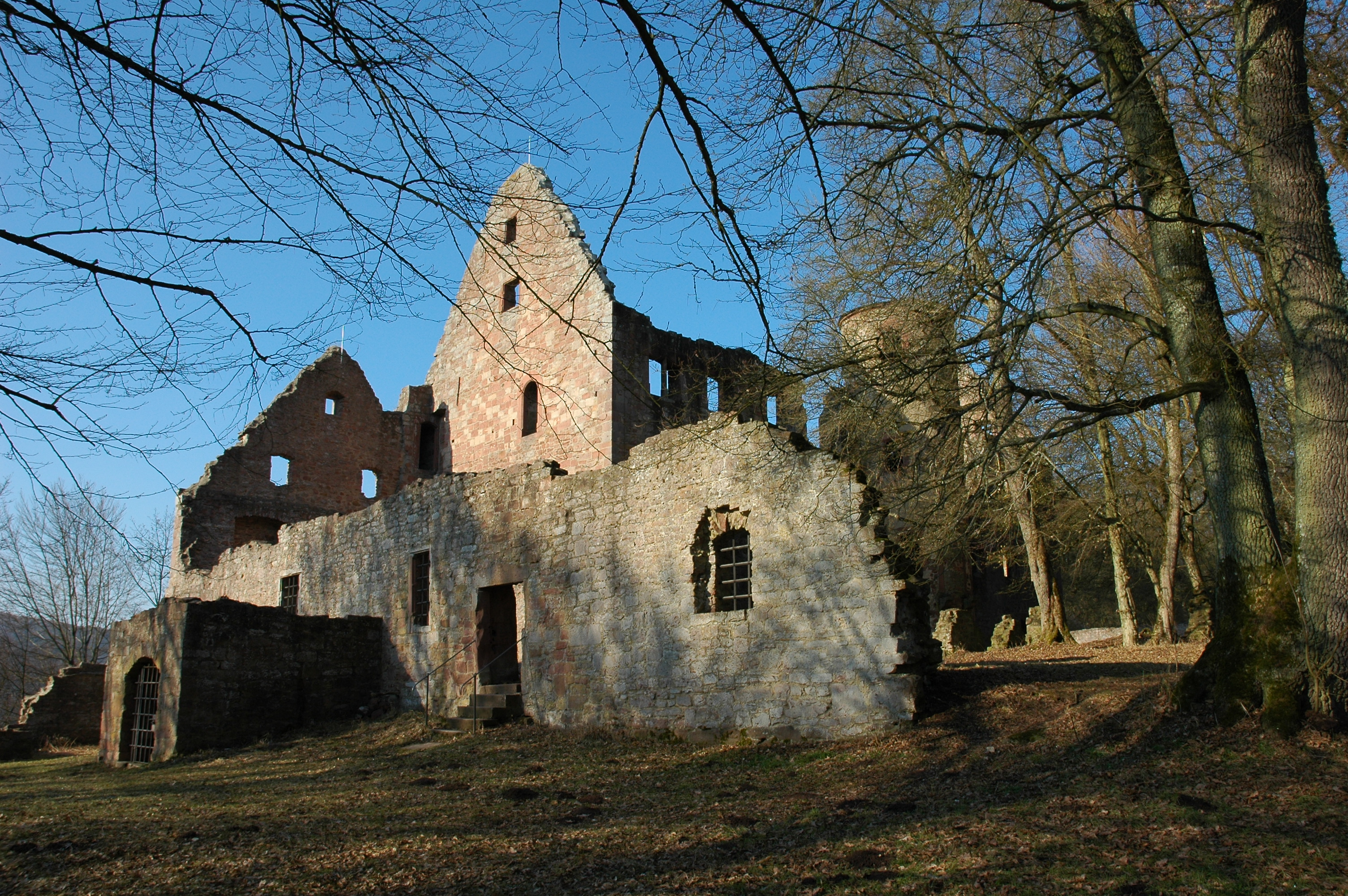
シェーンライン修道院跡。（現在の市町村区分ではゲミュンデン・アム・マイン市に属している。）

図柄: 橋壁状の分割線で赤地と金地に上下二分割。上部は斜め十字に組み合わされた2本の金の矢。下部は青い樹木の皮剥ナイフ。
解説: ノイエンドルフの歴史は、事実上リーネック伯によって形成された。町の紋章の赤と金色の配色はこれを示している。1717年に建設されたノイエンドルフの教会は聖ゼバスティアンに捧げられている。十字に組み合わされた矢がこの守護聖人を象徴的に表している。樹木の皮剥ナイフは、ノイエンドルフおよびナンテンバッハにおける箍作りや木材加工の3世紀に及ぶ伝統を意味している。ノイエンドルフのマイン川対岸にはかつてにシェーンライン修道院の遺構がある。この建物は、16世紀に放棄された後、リーネック伯によって城館および行政庁舎として利用された。紋章の橋壁状の分割線はこの修道院および城館建築を表現している。
シェーンライン修道院の遺構はノイエンドルフの町域内ではないが、それでもこの町の象徴的建造物とされている。町内にはシェーンライン通りがあり、祝祭ホールは「シェーンラインハレ」と名付けられている。

### 姉妹自治体
- ノイエンドルフ (スイス)（ドイツ語版、英語版）（スイス、ゾロトゥルン州）[8]

## 経済と社会資本

### 経済構造
70年前までノイエンドルフは純粋な農村であった。小規模な農家は、林業、箍作り、樹皮の剥離、マイン川沿いの船着き場までの木材輸送などを生活の足しにしていた。1920年代に家庭での洋服の仕立てはノイエンドルフに根を下ろし、経済的発展をもたらした。1950年から1960年に架けて農業は衰退した。近隣に位置するロール・アム・マインにより良い収入の機会があったからであった。現在この町に専業農家は1軒だけである。公式統計によれば1999年には4件の農家があり、農業用地の面積は 89 ha、このうち 53 ha が耕作地、34 ha が牧草地などの緑地であった。かつての農業が主体だった町から住宅地へと構造変化が起こった。
工業地区では、金属加工業者（金属線の折り曲げ加工）、機械組み立ての専門会社、セメント工場（主に天井用材）、車体工場が挙げられる。公式統計によれば、2018年のこの町で働く社会保険支払い義務のある就労者は157人であった。一方、この町に住む社会保険支払い義務のある就労者は349人であった。
ノイエンドルフは森の豊かな町である。町の総面積 965 ha のうち約 700 ha が森林で、その中の 171 ha が町有林である。このため、全長 8.5 km のトラック林道が整備されている。

### インフラ
1901年から造られていた上水道は、1972年から1978年に根本的な改修がなされた。町営の排水施設は、1960年から部分ごとに改修がなされた。下水処理施設は、1994年に集水道と浄化施設が完成し、稼働を開始した。墓地は1953年と1970年に拡張され、古い箇所の改修が近年行われた。1995年に42区画の新しい住宅地「アム・テュルライン」が開発された。地元クラブのための多目的室を持つ近代的な町役場、新しい幼稚園、SVノイエンドルフによって新設されたスポーツグラウンドやスポーツハウスは、連帯感と町の多彩な活動を支えている。

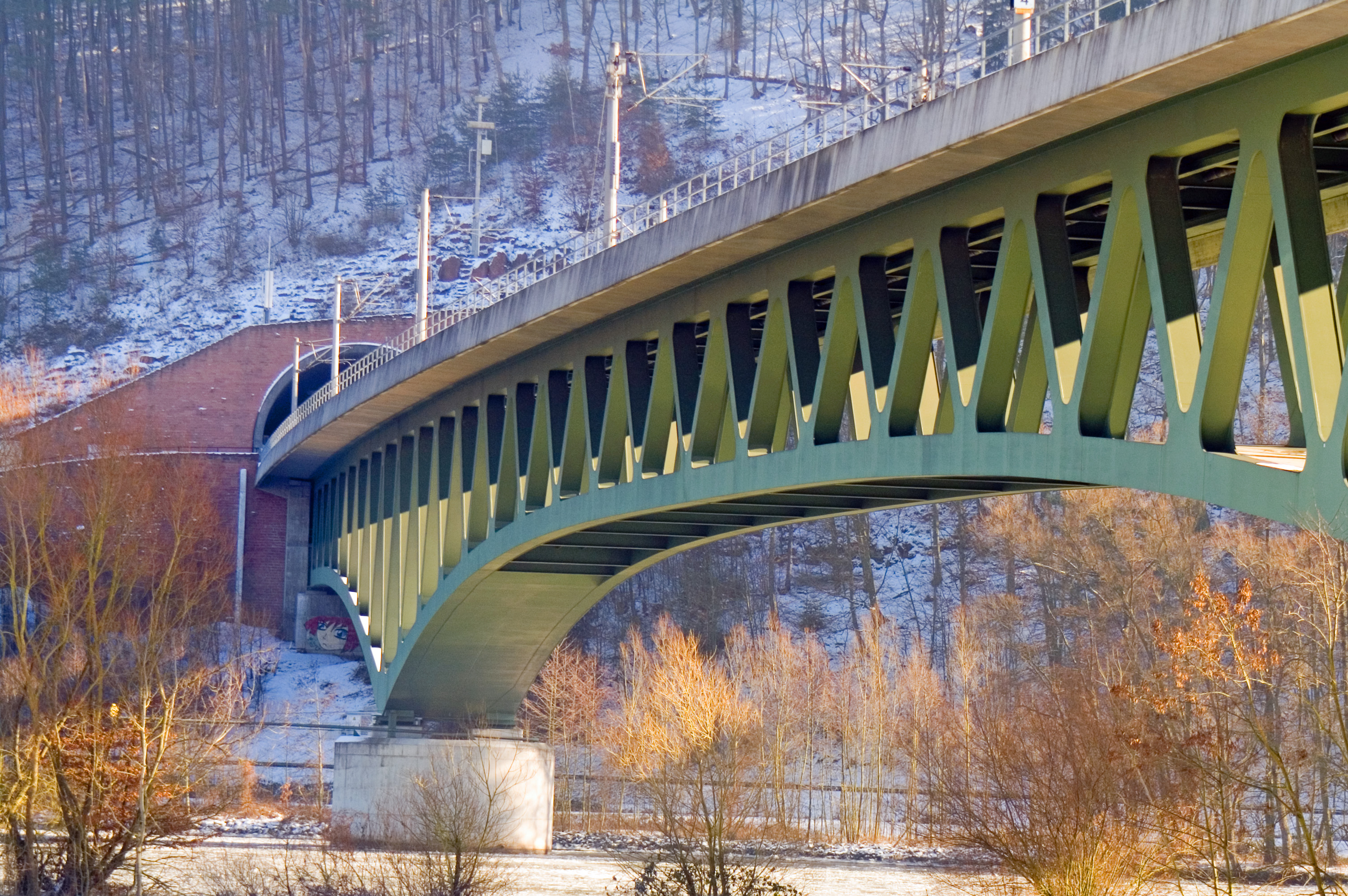
ナンテンバッハのマインタール橋

### 交通
鉄道ヴュルツブルク - アシャッフェン線の、ナンテンバッハのマインタール橋を含むナンテンバッハー・カーブの新設や、連邦道 B26号線のバイパス建設により、町の外観は大きく変化した。ノイエンドルフは1901年から1982年まで独自の駅を有していた。現在この町は、B26号線を経由する公共共通連盟のバスで結ばれている。この町はバイエルンの村落刷新プログラムに組み込まれている。村落美化措置により、まず2001/02年にフランケン通りが新たに鴟尾された。過去には、ヴュルツブルク道路建設局の支援を得て、マイン川沿いにゲミュンデン・アム・マインやロール・アム・マインに至る自転車道の整備が大なわれた。

### 教育
1年生から8年生の児童は、1967年まではノイエンドルフの地元の校舎で学んでいた。学校再編に伴い1967年から5年生から8年生はランゲンプロツェルテンで学ぶこととなり、1年生から4年生までは1974年まではノイエンドルフに残った。現在ノイエンドルフの基礎課程学校および上級学校の児童・生徒は全て、ロール・アム・マインまたはゲミュンデン・アム・マインの学校で学んでいる。

## 文化と見所

### 文化
地元の文化行事には、楽団、フランケン民俗グループ、「シェーンライン・エコー」、スポーツクラブ、カーニバル協会、消防団、赤十字地方支部、混声合唱団、果樹・園芸協会、コンピュータークラブ・ノイエンドルフ、FCバイエルン・ミュンヘン・ファンクラブ・ノイエンドルフ、コルピングスファミリーが参加している。大規模なイベントには、2002/03年に抜本的な改修がなされた多目的ホール「シェーンラインハレ」が用いられる。